# Józef Naumiuk
Józef Naumiuk (ur. 1900, zm. 1965) – polski duchowny metodystyczny, w latach 1949–1954 superintendent naczelny Kościoła Metodystycznego w Polsce.

## Życiorys
W 1948 został na Konferencji Dorocznej Kościoła mianowany pastorem Parafii Ewangelicko-Metodystycznej Dobrego Pasterza w Warszawie, urzędu jednak nie objął. Po uniemożliwieniu dalszego sprawowania urzędu przez ks. Teodora Wickstroma w 1949 objął kierownictwo Kościoła Metodystycznego w Polsce jako superintendent naczelny. W 1954 został zmuszony do ustąpienia z urzędu przez władze komunistyczne.